# Liste des cours d'eau du Mexique
Liste des fleuves et rivières du Mexique, listée du Nord au Sud. Les autres noms de rivières sont indiqués entre parenthèses.

## Fleuves et rivières qui se jettent dans leGolfe du Mexique
- Río Bravo del Norte ou plus simplement Río Bravo. (Il s'appelle Río Grande aux États-Unis)
  - Río San Juan
    - Río Pesquería
      - Río Salinas

  - Río Salado
    - Río Sabinas Hidalgo
    - Río Candela
    - Río Sabinas

  - Río Conchos
    - Río Chuviscar
      - Río Sacramento

    - Río San Pedro
    - Río Florido
      - Río Parral

    - Río Balleza (Río San Juan)
- Río San Fernando (Río Conchos)
- Río Soto La Marina (Río Santander)
  - Río Purificación
- Río Pánuco
  - Río Tamesí (Río Guayalejo)
  - Río Chicayán
  - Río Santa Maria (Río Tamuín) (Río Tampoán)
    - Río Verde

  - Río Moctezuma
    - Río Tempoal
    - Río Amajac
    - Río Extoraz
    - Río Tula
- Río Tuxpan (Río Túxpam)
  - Río Pantepec
  - Río Vinazco
- Río Cazones
- Río Tecolutla
  - Río Necaxa
- Río Nautla
  - Río Bobos
- Río Actopan
- Río Antigua (Río Pescados)
- Río Jamapa
  - Río Cotaxtla (Río Atoyac)
- Río Papaloapan
  - Río San Juan
    - Río Lalana
    - Río Trinidad

  - Río Tesechoacan
    - Río Playa Vicente

  - Río Tonto
    - Río Amapa

  - Río Santo Domingo
    - Río Salado (Río Zapotitlánr)
    - Río Grande

  - RíoValle Nacional
- Río Coatzacoalcos
  - Río Uspanapa  (Río Uxpanapa)
  - Río Jaltepec
  - Río Sarabia
  - Río El Corte
- Río Tonalá (Río Pedregal)
- Río Grijalva (Río Tabasco) (Río Chiapa)
  - Río Usumacinta
    - Río San Pedro y San Pablo
    - San Pedro
    - Río Lacantún
      - Río Jatate

    - Río Salinas (Río Chixoy)

  - Río Tulija
  - Río Chilapa
  - Río Tacotalpa
    - Río Teapa

  - Río La Venta
    - Río Encajonado

  - Río Suchiapa
  - Río Santo Domingo
  - Río Cuilco
- Río Candelaria
- Río Champotón
- Río Hondo
  - Río Blue Creek

## Fleuves et rivières qui se jettent dans l'Océan Pacifique
- Río Tijuana
  - Río Las Palmas
- Río San Vicente
- Río San Antonio
- Río Del RosaRío
- Río San Andres
- Río Soledad
- Río Arroyo Salado
- Río Colorado
  - Rio Hardy (en)
  - Río Gila
    - Río Santa Cruz
    - Río San Pedro
- Río Sonoyta
- Río Concepción (Río Magdalena)
  - Río Altar
- Río Sonora
  - Río San Miguel (Río Horcasitas)
- Río Mátape (Río Malapo)
- Río Yaqui
  - Río Moctezuma
  - Río Sahuaripa
  - Río Bavispe (Río Bavisque)
  - Río Aros
    - Río Mulatos
    - Río Tutuaca
    - Río Sirupa
      - Río Tomochic
      - Río Papigochic
- Río Mayo
- Río Fuerte
  - Río Oteros
  - Río Urique
    - Río Verde
- Río Sinaloa (Río Mohinora)
- Río Culiacán
  - Río Humaya
  - Río Tamazula
- Río San Lorenzo
- Río Piaxtla
  - Río Elota
- Río Presidio
- Rio Baluarte
- Río Teacapan Estuary

- - Río Acaponeta
- Río San Pedro Mezquital
  - Río Animas
- Río Grande de Santiago
  - Río Mololoa
  - Río Huaynamota (Río Jesus Maria)
    - Río Atengo

  - Río Bolaños
    - Río Colotlán
      - Río Jerez

    - Río Mezquitic

  - Río Juchipila
    - Río Calvillo

  - Río Verde (Río San Pedro)
    - Río Los Lagos

  - Río Calderón
  - Río Lake Chapala
    - Río Lerma
      - Río Turbio
      - Río Guanajuato
      - Río Apaseo
        - Río Laja

    - Río Zula
    - Río Huaracha
    - Río Duero
- Río Ameca
  - Río Mascota
  - Río Atenguillo
  - Río Remus
- Río Tomatlán
- Río San Nicolás
- Río Purificación
- Río Chacala (Río Cihuatlán)
- Río Armería (Río Ayuquila) (Río Ayutla)
- Río Tuxpan (Río Coahuayana)
- Río Coalcomán
- Río Aguililla
- Río Balsas (Río Mezcala) (Río Atoyac) 
  - Río Tepalcatepec (Río Grande)
    - Río Cupatitzio (Río Del Marques)

  - Río Río del Oro
  - Río Cutzamala
    - Río Ixtapan
    - Río Temascaltepec
    - Río Bejucos

  - Río Amacuzac
    - Río Yautepec

  - Río Tlapaneco
  - Río Nexapa
  - Río Mixteco
    - Río Acatlán

  - Río San Martín
  - Río Zahuapan
- Río Atoyac
- Río Papagayo
  - Río Omitlán
- Río Ometepec
  - Río Quetzala
- Río Atoyac (Río Verde)
  - Río Sordo
    - Río Atoyaquillo (Río Putla)
- Río Colotepec
- Río Copalita
- Río Tehuantepec (Río Quiechapa)
  - Río Tequisistlán
- Río Suchiate

## Fleuves et rivières qui se jettent dans desbassins endoréiques
- Río Nuevo  ou New River qui se jette dans  Salton Sea.

Bassin endoréique au Nord de l'État de Chihuahua :
- Río Casas Grandes
- Río Santa Maria
- Río Carmen (Río Santa Clara)

Bassin endoréique  de  Bolson de Mapimi:
- Río Aguanaval
  - Río Trujillo
- Río Nazas (Río del Oro)
  - Río Sextin
  - Río Ramos (Río Santiago)
    - Río Tepehuanes